# Stephania dentifolia
Stephania dentifolia är en tvåhjärtbladig växtart som beskrevs av Hsien Shui Lo och M. Yang. Stephania dentifolia ingår i släktet Stephania och familjen Menispermaceae. Inga underarter finns listade i Catalogue of Life.